# Desa Wanasari (administrativ by i Indonesien, Jawa Tengah, lat -7,13, long 109,04)
Desa Wanasari är en administrativ by i Indonesien.   Den ligger i provinsen Jawa Tengah, i den västra delen av landet, 260 km öster om huvudstaden Jakarta.